# Xavier Massó i Aguadé
Xavier Massó i Aguadé (Tarragona, 1959) és un professor de filosofia i sindicalista català. D'ençà el 2014 és el secretari general del sindicat de professorat de secundària ASPEPC.

## Obra publicada
- El fin de la educación: la escuela que dejó de ser.  Madrid: Akal, 2021. ISBN 978-84-460-5034-6.[5]
- La educación cancelada.  Palma: Sloper, 2022. ISBN 978-84-17200-70-1.